# La Forêt Blanche
 (septembre 2013).
La Forêt Blanche est un regroupement de deux stations de sports d'hiver se situant en France dans le département des Hautes-Alpes, classé « Grand domaine » et « Nouvelle glisse ».

## Liste des stations membres
Les deux stations membres de la Forêt Blanche sont :
- Vars gérée par la SEM-SEDEV.
- Risoul gérée par Labellemontagne.

## Historique
La station a été construite dans les années 1970.

## Description
La Forêt Blanche bénéficie d'un très bon ensoleillement, avec une moyenne de 300 jours de soleil par an.
C'est le douzième domaine skiable en France pour le nombre de pistes, 13e en nombre de kilomètres de pistes.
83 % des pistes au-dessus de 2 000 m, la plupart orientées nord, un climat froid et sec et un entretien efficace, concourent à garantir une couverture enneigée de première classe.
Le réseau de neige de culture couvre 180 ha soit plus de 1/4 du domaine skiable.
Le côté Risoul est plus boisé, tandis que celui de Vars présente plus de champs de neige sans arbres.
Le centre de Risoul est réservé aux piétons depuis la saison 2010, à la suite de la construction d'un parking aérien métallique démontable de 4 560 m2 de surface, avec 637 places dont 430 places couvertes.

## Équipement
Les télésiège 4 places de la Plate de la Nonne et Razis, et le TKD Bergerie relient Risoul 1850 à Vars.
Le TSD6 Peyrol, le TSD6 Mayt et le TSD6 Speed Master relient Vars à Risoul.
Parc remontées mécaniques:
Légende: TKF= Téléski à pinces fixes, TKD= Téléski à perches découpables, TSF= Télésiège à pinces fixes, TSD= Télésiège à pinces débrayables, TCD= Télécabine à pinces débrayables, TSCD= Téléporté mixte à pinces débrayables, alternant sièges et cabines. Le chiffre après les sigles précédents correspondent à la capacité d'un véhicule de la remontée mécanique (pour les TSCD : sièges puis cabines).
1. Risoul:

- TKD Bergerie
- TSD6 Homme de Pierre: nouveauté 2024
- TSF4 Clot Chardon
- TSF2 Clos du Vallon
- Télé-pulsé Clos Fournier: Accès à l'Espace débutants

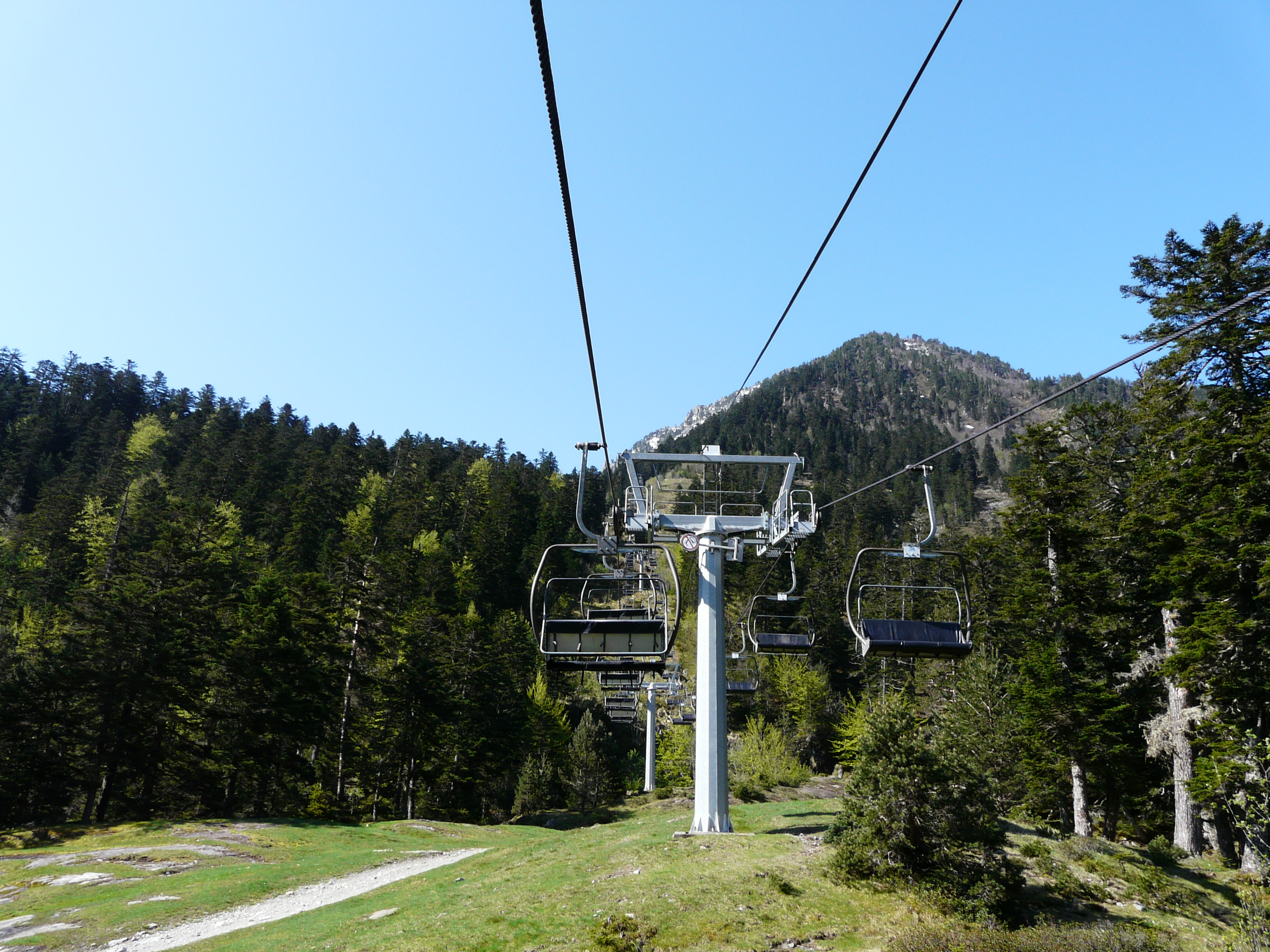
Un télésiège

- TKD Pélinche
- TSF4 Mélezet
- TKD Mélezet I-II
- TKD L'Orée du Bois
- TSD6 Peyrefolle
- TSD4 Plate de la Nonne
- TSD8 Pré du Bois
- TSF4 Valbelle-Razis

2. Vars
- TSD6 Bois Noir
- TSCD6-10 Chabrières
- Tapis Claux
- TKD Crévoux I-II
- Tapis Écrins
- TSD4 Escondus
- TKD Eyssina
- TSF4 Fontbonne
- TSD6 Mayt
- TSF4 Peynier
- TSF4 Plans
- TSD6 Peyrol
- TSD4 Sainte Marie de Vars
- TSD6 Sibières
- TSD6 Vars Speed Master

## Autres activités
À Risoul 1850 :

Hiver :
- patinoire;
- autoneige;
- motoneige;
- ski joëring;
- raquette à neige;
- promenades en traineau à chiens
- parapente;
- alpinisme;
- escalade glaciaire;

Été :

- sentiers de randonnée;
- escalade, alpinisme;
- piscine
- centre équestre
- accrobranche
- tennis;
- cyclisme;
- ULM; avion; planeur; hélicoptère;
- boules;

À Vars-Les Claux :
- VTT, scate, centre équestre
- Piscine
- Accrobranche
- ULM, avion, hélicoptère, deltaplane

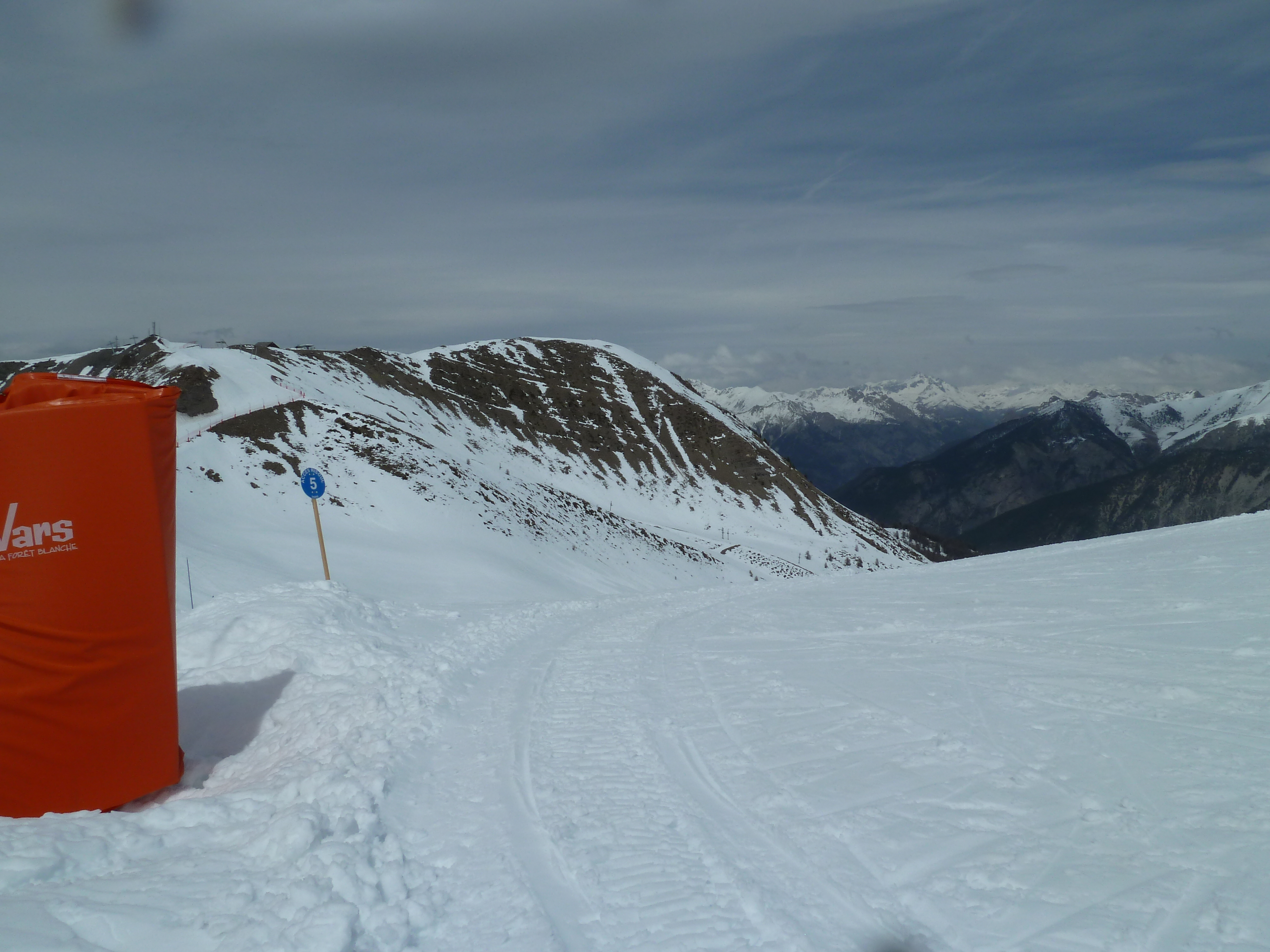
Piste d'accès à Risoul

- Randonnée
- Tennis

## Animations
- La Risoul Dévale